# Maung Maung Lwin
Maung Maung Lwin (en birmano: မောင်မောင်လွင်; Yangon, Birmania; 18 de junio de 1995) es un futbolista de Birmania que juega en la posición de extremo con el Lamphun Warriors de la Liga de Tailandia desde el año 2021.

## Carrera

### Club
| Periodo   | Club               |
| --------- | ------------------ |
| 2014–2017 | Hantharwady United |
| 2017–2021 | Yangon United      |
| 2021–     | Lamphun Warriors   |

### Selección nacional
Ha estado en el proceso de selecciones menores desde la categoría sub-20, llegando a jugar en los Juegos Asiáticos de 2018 y en dos ediciones de los Juegos del Sudeste Asiático. Debutó con Birmania el 8 de octubre de 2015 ante Líbano por la clasificación de AFC para la Copa Mundial de Fútbol de 2018 y su primer gol internacional lo anotó el 6 de junio de 2016 en la victoria por 3-0 sobre Hong Kong por la AYA Bank Cup.
En la Maybank Challenge Cup anotó el gol de la victoria ante el Manchester United en el minuto 71, siendo el primer futbolista de Birmania en anotarle un gol a un equipo de Inglaterra.

## Logros

### Club
- Myanmar National League: 2018
- MFF Charity Cup: 2018
- Thai League 2: 2021–22

### Internacional
- Maybank Challenge Cup: 2025

### Individual
- Mejor futbolista de Birmania: 2018
- ASEAN All-Stars: 2025